# Первая лига 2010/2011 (баскетбол)
20-й розыгрыш Чемпионата России по баскетболу среди мужских команд Первой лиги.

## Финальный турнир
| № | Команда                  |
| - | ------------------------ |
| 1 | Роснефть-КБТК (Нальчик)  |
| 2 | УГМК-ВЦМ (Верхняя Пышма) |
| 3 | СДЮШОР (Тольятти)        |
| 4 | Академия-Глобус (Киров)  |
| 5 | Тула-ЩёкиноАзот (Тула)   |
| 6 | БК Дельфин (Прокопьевск) |

## Черноземье

### Матч за 5-е место
| Команда 1                | Счет  | Команда 2                |
| ------------------------ | ----- | ------------------------ |
| Сатурн-Олимп (Раменское) | 86-78 | Энергия СФМЭИ (Смоленск) |

### Матч за 3-е место
| Команда 1    | Счет  | Команда 2 |
| ------------ | ----- | --------- |
| Новомосковск | 95-65 | Кострома  |

### Финал
| Команда 1       | Счет  | Команда 2 |
| --------------- | ----- | --------- |
| Тула-ЩёкиноАзот | 90-88 | Подольск  |

## Юг

### Итоговое положение
| № | Команда                      |
| - | ---------------------------- |
| 1 | Роснефть-КБТК (Нальчик)      |
| 2 | Атырау                       |
| 3 | Аквариус (Волгоград)         |
| 4 | Дизелист (Маркс)             |
| 5 | Алан-Баскет (Владикавказ)    |
| 6 | Университет (Ростов-на-Дону) |